# Curtis Green Building
New Scotland Yard, anche conosciuto come Curtis Green Building, e prima ancora Whitehall Police Station, è un palazzo a Westminster, Londra. Più precisamente è situato sul Victoria Embankment nell'area amministrativa di Whitehall. È circondato dai palazzi del Norman Shaw e del Ministero della Difesa, insieme al Richmond e alla Portcullis House. A partire da Novembre 2016, è il quartie generale del Metropolitan Police Service (MPS), il quarto in ordine cronologico dalla fondazione del Corpo nel 1829.
Il palazzo di New Scotland Yard è stato disegnato dall'architetto Inglese William Curtis Green nel 1935 al quale appunto fu commissionata la costruzione di un annesso al già esistente complesso del Norman Shaw Buildings che già era il quartier generale della Metropolitan Police dal 1890. I tre edifici furono poi separati nel 1967 con il Norman Shaw buildings che fu rilevato del Governo Inglese. L'annesso invece è stato lasciato alla polizia che lo ha usato come base per il loro dipartimento di polizia territoriale.
Nel 2013, a seguito di una riorganizzazione delle proprietà immobiliari, l'ex "New Scotland Yard" nella vicina Broadway, è stato venduto e il quartier generale della forza è stato trasferito al Curtis Green Building dopo ampi lavori di ristrutturazione. Nel 2016 il Curtis Green Building è stato rinominato New Scotland Yard.

## Storia

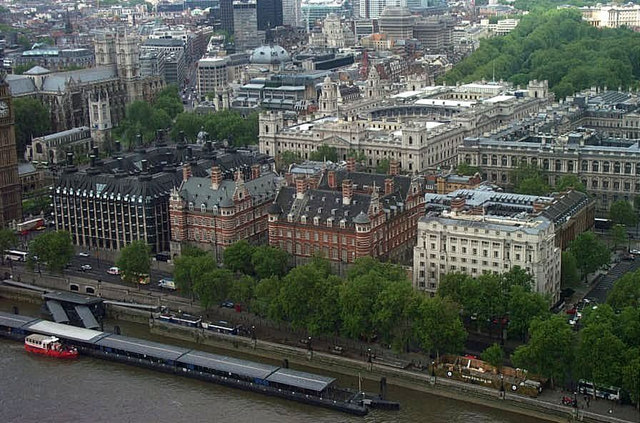
New Scotland Yard, insieme al Norman Shaw Buildings (al centro) e alla Portcullis House (sulla sinistra) lungo il Victoria Embankment

L'edificio neoclassico con facciata in pietra è stato progettato dall'architetto inglese William Curtis Green. La costruzione iniziò nel 1935 e fu completata cinque anni dopo. L'edificio fu costruito come terzo edificio in estensione dell'esistente complesso di New Scotland Yard, che consisteva in due edifici completati rispettivamente nel 1890 e nel 1906 e connessi da un ponte. Le due strutture sono attualmente conosciute come Norman Shaw Buildings. Anche il Curtis Green è connesso al Norman Shaw per mezzo di un ponte coperto.
Durante la Seconda Guerra Mondiale il Curtis Green Building servì come parte del quartier generale del M.P.S. e ospitò i dipartimenti di medicina legale e tecnologia. Successivamente nel 1967, il M.P.S. spostò il proprio quartier generale al numero 10 di Broadway e vendette i due palazzi del complesso del Norman Shaw al Governo Inglese. Il Curtis Green Building, tuttavia come già detto, rimase un edificio di polizia e divenne la sede dipartimento di polizia territoriale del M.P.S. fino al 2010. Prima del rinnovamento 2015-2016, le dimensioni dell'edificio erano 8,691 m2 (93.550 piedi quadrati), con una capacità totale capace di 10.000 m2 (110.000 piedi quadrati).
Nel 2013 è stato annunciato dal M.P.S. che il suo quartier generale sarebbe stato trasferito dal 10 di Broadway al Curtis Green Building come parte delle azioni per ridurre i costi di gestione del M.P.S. L'edificio ha subito nel corso del 2015-16 una riqualificazione multimilionaria che lo ha ridisegnato e ampliato. Il contratto di ristrutturazione è stato assegnato agli architetti Allford Hall Monaghan Morris, che hanno ridisegnato l'edificio, alla Arup Group Limited con compito di gestione dell'intero progetto, alla Arcadis con il compito di gestione e controllo dei costi e alla Royal BAM Group che ha eseguito materialmente i lavori. Il M.P.S. ha conservato il cartello rotante "New Scotland Yard" e lo ha spostato insieme al Black Museum, nel nuovo sito.